# Adenoma epatocellulare
L'adenoma epatocellulare è una neoplasia (tumore) benigna del fegato, la cui diffusione, correlata con l'introduzione di anticoncezionali orali, è in aumento anche se nessuno studio è riuscito a determinarne l'incidenza.

## Epidemiologia
Si manifesta entro la quarta decade di età della donna ma può comparire anche in giovane età. Negli uomini l'incidenza è notevolmente inferiore, ma compare se vengono trattati con androgeni; alcuni casi sono stati riscontrati anche in bambini.

## Sintomatologia
Spesso non vengono mostrati sintomi, a volte compaiono dolore addominale ed emoperitoneo spontaneo.

## Eziologia
Studi sull'epidemiologia dell'adenoma epatocellulare hanno riscontrato una correlazione fra la quantità di estrogeni contenuti nelle pillole che le donne utilizzano solitamente come strumento anticoncezionale. Le dimensioni del tumore arrivano ad un diametro di alcune decine di centimetri.
L'adenoma epatocellulare è anche associato alla malattia da deposito di glicogeno (GSD) (Glicogenosi) 

## Esami
- Tomografia computerizzata, dal quale si evince una massa corporea tumorale;
- Ecografia epatica seguita dall'agobiopsia guidata con il quale si conferma la diagnosi.
- RNM addominale con o senza contrasto

## Terapie
L'eventuale trattamento è di tipo chirurgico eseguito con rimozione della massa tumorale. Si consiglia la sospensione del trattamento anticoncezionale.

## Prognosi
Recenti studi stanno dimostrando che raramente la neoplasia diventa maligna.